# Jorge Hernández Aldana
Jorge Hernández Aldana es un cineasta venezolano que reside actualmente en la Ciudad de México.

## Biografía
En 1986 ingresó en la Universidad Simón Bolívar en Caracas para estudiar Ingeniería Electrónica; sin embargo, a sus 23 años decidió abandonarlo todo para dedicarse al mundo del cine. En 1993 ingresó a la Escuela de Cine de Lodz en Polonia. En el año 2002 su cortometraje Un primer paso sobre las nubes ganó el Festival de Cortometrajes de Caracas. Guillermo Arriaga, uno de los miembros del jurado, se sorprendió con su calidad y lo invitó a hacer varios proyectos con él en México, e incluso lo ayudó a producir su siguiente cortometraje, Aprendiz (2005).
En el año 2007 estrenó su ópera prima, El búfalo de la noche, basada en la novela homónima de Arriaga. La cinta fue estrenada en el Festival de Cine de Sundance y en la actualidad está rotando en el circuito de festivales de cine. Rodó un documental sobre la banda norteamericana The Mars Volta, que se estrenó a finales del 2008.
- Datos: Q3433684